# لا إسكالا
بلدية لا إسكالا (بالإسبانية: La Escala) هي بلدية تقع في مقاطعة جرندة التابعة لمنطقة كتالونيا شمال شرق إسبانيا.

## الديموغرافيا
بلغ عدد سكان بلدية لا إسكالا 10.554 نسمة عام 2011 (وفقاً للمعهد الوطني الإسباني للإحصاء).
| 5.266 | 5.926 | 6.398 | 8.311 | 9.330 | 10.140 | 10.554 |

## أعلام
- فاليري فرنانديز
- كاترينا ألبرت